# Paquet sorpresa
Paquet sorpresa (títol original: Surprise Package) és una pel·lícula de comèdia estatunidenca de 1960 dirigida per Stanley Donen i protagonitzada per Yul Brynner, Mitzi Gaynor i Noël Coward. El guió tracta d'un gàngster que viu a una illa grega i que té un pla per robar la corona d'un rei desterrat. Està doblada al català.

## Argument
En Nico March està sent deportat pel govern dels EUA. No volent que se li confisquin els diners, ordena a un còmplice que els amagui alhora que vigila la seva núvia de molt de temps, la Gabby Rogers.
Exiliat a una illa grega, en Nico coneix ràpidament el policia corrupte Mirales i el desterrat rei d'Anatòlia, Pavel II, que vol vendre a en Nico la seva antiga corona. En Nico és enganyat pel seu còmplice, que en comptes d'enviar-li els diners li envia la Gabby.
En Nico esbrina on s'amaga la corona del rei dins de la vil·la on viu i planeja robar-la, utilitzant la Gabby per distreure'l. Altres criminals, inclòs el doctor Panzer i el forçut Igor, volen arribar-hi primer. Deixen inconscient en Nico i troben la corona, però en Tibor, l'amic espia hongarès d'en Nico, la roba. En la persecució següent, en Tibor rep un tret i mor als braços de la Gabby. Aquesta dona la corona a Stavrin que la col·locarà en un monestir perquè tota la gent la vegi. El doctor Panzer i l'Igor acaben arrestats per l'assassinat d'en Tibor.
En Nico proposa matrimoni a la Gabby i aquesta accepta. En Nico i el rei necessiten diners, així que converteixen la vil·la d'aquest últim en un casino, on la Gabby hi treballarà

## Repartiment
- Yul Brynner com Nico March
- Mitzi Gaynor com Gabby Rogers
- Noël Coward com rei Pavel II
- George Coulouris com Dr. Panzer
- Michael Balfour com Oscar
- Eric Pohlmann com Mirales
- Guy Deghy com Tibor
- Lyndon Brook com Stavrin
- Lionel Murton com policia
- Barry Foster com policia
- Michael Balfour com Oscar
- Cec Linder com advocat
- Frederick Leister com ajudant del rei Pavel II
- Paul Carpenter com periodista
- Danny Green com Nicky Canfield
- Carol White com adolescent